# H. P. Bulmer

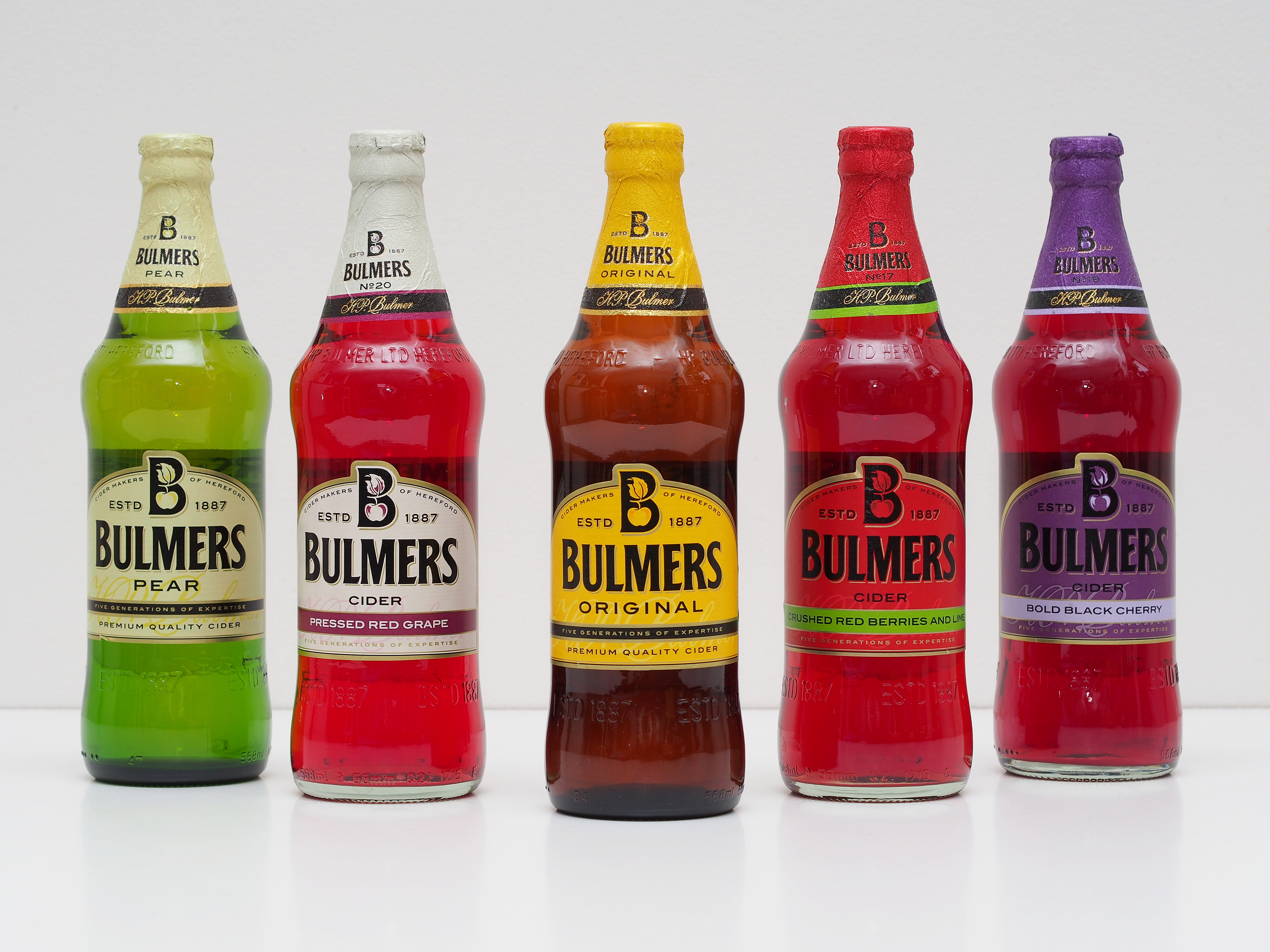
Eine Auswahl aus Bulmer-Produkten

H. P. Bulmer ist ein Hersteller von Cider mit Sitz in der englischen Stadt Hereford. 
Das Unternehmen wurde 1887 von Percy Bulmer gegründet und gehört heute zur Heineken-Gruppe.
Zu den Marken zählen Strongbow Cider, Woodpecker und Bulmers. In Irland ist ebenfalls ein Cider mit der Bezeichnung Bulmers erhältlich, der jedoch von einem anderen Hersteller stammt und deshalb außerhalb Irlands unter dem Namen Magners verkauft wird.
In Deutschland ist Bulmers in drei Sorten erhältlich: Bulmers Original, Bulmers Pear und Bulmers Red Berries.